# Penny Taylor
Penelope Jane "Penny" Taylor (Melbourne, 24 de maio, 1981) é uma ex-jogadora de basquetebol australiana, que atuava como ala. 
Jogou por 18 anos, conquistando títulos na Itália, Rússia e Turquia, além de um título da Women's National Basketball League australiana e um tricampeonato da Women's National Basketball Association norte-americana pelo Phoenix Mercury.

## Seleção
Pela Seleção Australiana de Basquetebol Feminino, Taylor jogou três Jogos Olímpicos, vencendo duas medalhas de prata, e quatro Campeonatos Mundiais, onde foi campeã da edição de 2006 no Brasil e foi escolhida a melhor jogadora da torneio.

## Vida familiar
Foi casada com Rodrigo Gil, um jogador de voleibol brasileiro.